# Lei empírica
Em engenharia e outras ciências aplicadas se entende por fórmula empírica, equação empírica ou lei empírica uma expressão matemática que sintetiza, por meio de regressões, correlações ou outro meio numérico, uma série de resultados observados em diversos ensaios, sem que seja necessário para isto dispor de uma teoria que a sustente nem explicar porque e por quais processos naturais/físicos funciona.
Uma fórmula empírica nasce de uma relação empírica evidenciada.
Um exemplo era a fórmula de Rydberg para predizer as linhas espectrais dos comprimentos de onda do hidrogênio. Proposta em 1888, ela predizia perfeitamente os comprimentos de onda da série de Lyman, mas até Niels Bohr produzir seu modelo de Bohr do átomo em 1913, ninguém sabia por que a fórmula funcionava.
Outro exemplo em física é a fórmula empírica de Wien, que define a potência por unidade de área por unidade de comprimento de onda irradiada por um objeto a uma dada temperatura, que posteriormente teve sua faixa de aplicação limitada.
Em hidráulica e na mecânica dos fluidos e no estudo das aplicações do calor, o uso e desenvolvimento de fórmulas empíricas é abundante. Um exemplo é a equação de Prony.
O uso do termo "lei" é também frequente, como por exemplo, na lei de Moseley.